# Milán Füst
Milán Füst, född 1888, död 1967, var en ungersk diktare, estetiker och litteraturhistoriker.
Med sina dikter på fri vers var han en föregångare inom den modernistiska inriktningen i nyare ungersk lyrik, och han utövade stort inflytande på flera diktargenerationer. Han skrev även romaner, dramer och essäer.

## På svenska
- Historien om min hustru (A feleségem története) (översättning från tyska av Ulrika Wallenström, Fripress, 1979)
- "Avskedsbrev av en hellenistisk arabpoet" och "Kvällen har kommit" (dikter), övers. Géza Thinsz. I tidskriften Horisont, årg. 14 (1967): nr 3/4, s. 43